# Yfke Sturm
Yfke Sturm (n. 19 noiembrie 1981 în Almere) este un fotomodel din Țările de Jos, care a câștigat în anul 1997 la un concurs de frumusețe titlul de Elite Model Look.

## Date biografice
Yfke Sturm, este fiica unui inspector de protecție a mediului și a unei jurnaliste. Ea a practicat sportul împreună cei doi frați ai ei. Planul de a studia medicina, a fost abandonat în anul 1997 când a început să lucreze la agenția de modă olandeză Elite Model Managemen, unde i-a fost propus să candideze la concursul de frumusețe, organizat de Elite Model Look. Ea a fost descoperită deja când avea 15 ani, ulterior va semna contracte cu case de modă internaționale ca Ralph Ralph Lauren, Calvin Klein, Emporio Armani, Giorgio Armani, Gianfranco Ferrè, Versace, DKNY, Escada, H&M, Carolina Herrera și L'Officiel. Ea este un top model în Olanda, care face reclamă împreună cu manechine ca Heidi Klum. Yfke trăiește de vreo 10 ani cu Imad Izemrane, un olandez de origine marocană. În prezent Yfke Sturm, locuiește în New York.